# ヨースタイン・ゴルデル

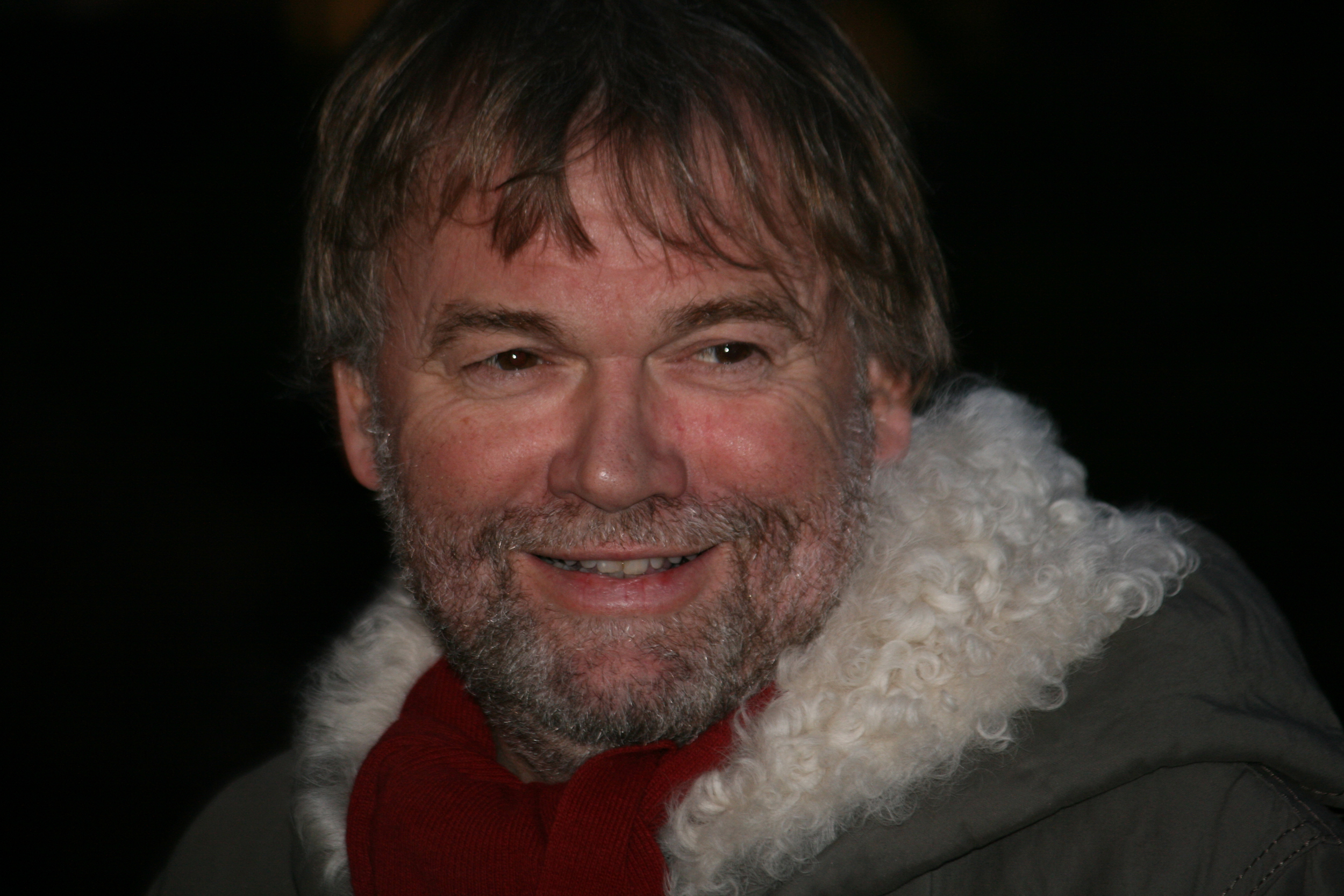
ヨースタイン・ゴルデル

ヨースタイン・ゴルデル（Jostein Gaarder、1952年8月8日 - ）は、ノルウェーの小説家、児童文学作家。

## 来歴
ゴルデルは、オスロの教師一家に生まれる。オスロ大学で思想史やスカンジナビアの言語を学び1976年に卒業。一時期、作家として独り立ちする前に、高校教師としてベルゲンで哲学と文学を教えていた。1986年から小説を書き始め、1990年に「カード・ミステリー」が注目される。
彼の最もよく知られている著作は、1991年にノルウェーで初出版された「哲学の歴史についての本」という副題をつけられた『ソフィーの世界』(ISBN 0425152251)である。この本は53か国語に翻訳され、売り上げはドイツのみでも300万部、全世界で2,300万部にものぼったといわれる。1994年、ドイツ児童文学賞受賞。1997年、彼は妻のシリ・ダンネヴィク（Siri Dannevig）と共に「ソフィー賞」を新設した。この賞は国際的な環境や発展援助のために貢献した人や団体に贈られるもので、賞金総額は10万ドルが毎年贈られることになっている。これは彼の主著のタイトルにちなんで命名されたものである。
日本でのテレビインタビューでは、「大切なのは疑問をもつことです。『ソフィーの世界』は読者がそれぞれ大切なものを見つけるための本です。いわば哲学への入り口にすぎません。しかし、この本には、西洋哲学のことしか書いてありません。日本の若い人たちには仏教や東洋の哲学を学んでほしいと思います」と語っている。

## 主要な著作
- Diagnosen og andre noveller (The Diagnosis and Other Stories) (1986)
- Froskeslottet (1988) (『カエルの城』日本放送出版協会　1998年)
- Kabalmysteriet (1990) ISBN 042515999X (『カードミステリー-失われた魔法の島』徳間書店　1996年)
- Sofies verden (1991) ISBN 0425152251  (『ソフィーの世界-哲学者からの不思議な手紙』』日本放送出版協会　1995年)
- Julemysteriet (1992) ISBN 0374123292 (『アドヴェント・カレンダー-24日間の不思議な旅』』日本放送出版協会　1996年)
- Bibbi Bokkens magiske bibliotek(1993) ISBN 8200212106 (『ビッビと・ボッケンのふしぎ図書館』』日本放送出版協会　2002年)
- I et speil, i en gåte  (1993) ISBN 0753806738(『鏡の中、神秘の国へ』』日本放送出版協会　1997年)
- Hallo? Er det noen her? (1996) ISBN 0374329486 (『ハロー? 』』日本放送出版協会　1997年)
- Vita Brevis (Brief Life) (also appeared in English as That Same Flower) (1996) ISBN 0753804611 (『フローリアの「告白」』』日本放送出版協会　1998年)
- Maya (1999) ISBN 0753811464（『マヤ』日本放送出版協会　2005年）
- Sirkusdirektørens datter  (2001) ISBN 0753817004(『サーカス団長の娘』』日本放送出版協会　2005年)
- Appelsinpiken(2004) ISBN 0297849042 (『オレンジガール』』日本放送出版協会　2003年)
- Slottet i Pyreneene (The Castle in the Pyrenees) (2008) (『ピレネーの城』NHK出版　2013年)